# Гонсалес, Маркос
Ма́ркос Андре́с Гонса́лес Саласа́р (исп. Marcos Andrés González Salazar; 9 июня 1980, Рио-де-Жанейро, Бразилия) — чилийский футболист, защитник. Выступал в сборной Чили.

## Биография
Маркос Гонсалес — воспитанник школы «Универсидад де Чили», в основном составе которого дебютировал на профессиональном уровне в 1999 году и пребывал в этой команде до 2003 года (за исключением периода аренды в «Рейнджерс» из Тальки в 2002 году). За это время выиграл с «совами» два чемпионата Чили (в 1999 и 2000 годах), а также Кубок Чили в 2000 году.
В 2004 году выступал в аргентинском Колоне, затем вернулся на родину, где провёл успешный сезон за «Палестино». В 2006—2007 годах играл в MLS, а затем вернулся в Чили, в сосстав принципиального соперника родной команды, «Универсидад Католики». Вместе с этой командой он в третий раз стал чемпионом Чили, а в 2009 году попал в символическую сборную чемпионата страны. В 2011 году вернулся в Универсидад де Чили, где быстро стал одним из лидером, помог команде выиграть оба чемпионата страны — Апертуру и Клаусуру.
Во второй половине 2011 года Гонсалес стал одним из лидеров своей команды в розыгрыше Южноамериканского кубка, закончившемся триумфом чилийцев. Это была первая победа «Универсидад де Чили» в международных турнирах под эгидой КОНМЕБОЛ. Маркос Гонсалес был признан лучшим игроком первого финального матча против ЛДУ Кито, который прошёл на стадионе ЛДУ и завершился победой гостей 1:0.
Гонсалес дебютировал в сборной Чили в 2002 году. В 2003 году провёл 3 матча за «Рохос», а затем на протяжении 8 лет не вызывался в национальную команду. В 2011 году Маркос Гонсалес вернулся в сборную и провёл за неё ещё 4 игры. В 2012 году перешёл во «Фламенго», дебютировав за новую команду 5 марта против «Дуки-ди-Кашиас» в рамках чемпионата штата Рио.

## Достижения
- Чемпион Чили (5): 1999, 2000, 2010, Ап. 2011, Кл. 2011
- Обладатель Кубка Чили (1): 2000
- Обладатель Южноамериканского кубка (1): 2011
- Участник символической сборной чемпионата Чили по версии El Gráfico Chile (2): 2009, 2011
- Участник символической сборной чемпионата Чили по версии ANFP[1] (1): 2011
- Участник символической сборной Южной Америки (1): 2011